# Нагата Кацухіко
Кацухіко Нагата (яп. 永田 克彦; нар. 31 жовтня 1973, Тоґане, префектура Тіба, регіон Канто) — японський борець греко-римського стилю і боєць мішаних єдиноборств, чемпіон Азії з греко-римської боротьби, бронзовий призер Олімпійських ігор.

## Біографія
Греко-римською боротьбою почав займатися з 1989 року. Багаторазовий чемпіон Японії, починаючи з 1997 року. Завершив спортивні виступи після Афінської Олімпіади у 2004 році. У 2005 році почав брати участь в боях мішаних єдиноборств. До 2011 року провів 13 поєдинків, в 6 з яких переміг і в 7 зазнав поразки. Провів 2 поєдинки в реслінгу.

## Родина
Старший брат Юджі Нагата (1968) — професійний реслер. Він же був і особистим тренером Кацухіко.

## Виступи на Олімпіадах
| Змагання                    | Збірна | Вагова категорія | Місце  |
| --------------------------- | ------ | ---------------- | ------ |
| Літні Олімпійські ігри 2000 | Японія | 69 кг            | Срібло |
| Літні Олімпійські ігри 2004 | Японія | 74 кг            | 16     |

На літніх Олімпійських іграх 2000 року в Сіднеї Кацухіко Нагата, який до того не мав значних успіхів на змаганнях світового рівня (найкращий результат — 16 місце на чемпіонаті світу 1997 року), несподівано пробився до фіналу, де з великою перевагою програв кубинцеві Філіберто Аскую.

## Виступи на Чемпіонатах світу
| Змагання                        | Збірна | Вагова категорія | Місце |
| ------------------------------- | ------ | ---------------- | ----- |
| Чемпіонат світу з боротьби 1997 | Японія | 69 кг            | 16    |
| Чемпіонат світу з боротьби 1998 | Японія | 69 кг            | 23    |
| Чемпіонат світу з боротьби 1999 | Японія | 69 кг            | 30    |
| Чемпіонат світу з боротьби 2001 | Японія | 69 кг            | 13    |
| Чемпіонат світу з боротьби 2002 | Японія | 74 кг            | 18    |
| Чемпіонат світу з боротьби 2003 | Японія | 74 кг            | 10    |

## Виступи на Чемпіонатах Азії
| Змагання                       | Збірна | Вагова категорія | Місце  |
| ------------------------------ | ------ | ---------------- | ------ |
| Чемпіонат Азії з боротьби 2000 | Японія | 69 кг            | Золото |
| Чемпіонат Азії з боротьби 2004 | Японія | 74 кг            | 4      |

## Виступи на Азійських іграх
| Змагання           | Збірна | Вагова категорія | Місце |
| ------------------ | ------ | ---------------- | ----- |
| Азійські ігри 1998 | Японія | 69 кг            | 7     |
| Азійські ігри 2002 | Японія | 74 кг            | 5     |

## Виступи на інших змаганнях
| Змагання                                 | Збірна | Вагова категорія | Місце  |
| ---------------------------------------- | ------ | ---------------- | ------ |
| Східноазійські ігри 1997                 | Японія | 69 кг            | Срібло |
| Олімпійський кваліфікаційний турнір 2000 | Японія | 69 кг            | 16     |
| Олімпійський кваліфікаційний турнір 2000 | Японія | 69 кг            | 5      |
| Олімпійський кваліфікаційний турнір 2000 | Японія | 69 кг            | 6      |
| Олімпійський кваліфікаційний турнір 2000 | Японія | 69 кг            | 8      |
| Східноазійські ігри 2001                 | Японія | 69 кг            | Золото |
| Міжнародний меморіал Дейва Шульца 2003   | Японія | 74 кг            | Бронза |
| Міжнародний меморіал Дейва Шульца 2004   | Японія | 74 кг            | 4      |
| Гран-прі Німеччини з боротьби 2004       | Японія | 74 кг            | 6      |